# Foster (Québec)
Pour les articles homonymes, voir Foster.
Foster est un village compris dans le territoire de la ville de Lac-Brome dans Brome-Missiquoi au Québec (Canada).

## Toponymie
Le village est nommé d'après Samuel Willard Foster, père de George G. Foster et frère d'Asa B. Foster (en). Né à Frost Village en 1827, le juge et magnat des chemins de fer joue un rôle dans l'implantation du chemin de fer entre Sutton Junction et Drummondville via l'actuel village de Foster.

## Géographie
Le village est localisé à environ 1 km au nord-est de l'exutoire du lac Brome.

## Histoire
L'histoire de Foster est liée au hameau de Bromere, qui doit sa fondation à l'établissement par John Jones de moulins à grain et à carder à la décharge du lac Brome vers 1832. L'endroit, situé à mi-chemin entre Waterloo et Knowlton sur le chemin Soonerville, est un relais pour les diligences. Un bureau de poste dessert le hameau jusqu'en 1870.
Lorsque le chemin de fer South Eastern est construit entre Sutton et Drummondville en 1875-1876, Bromere décline au profit de Foster, où est établi une gare,. Un bureau de poste y est ouvert en 1880 ou 1879. Le chemin de fer du Canadien Pacifique entre Montréal et Moncton est construit en 1888, avec une jonction à Foster, qui devient une plaque tournante pour les affaires et la logistique dans le comté de Brome.
Une église anglicane est construite sur le chemin Lakeside en 1909-1910.

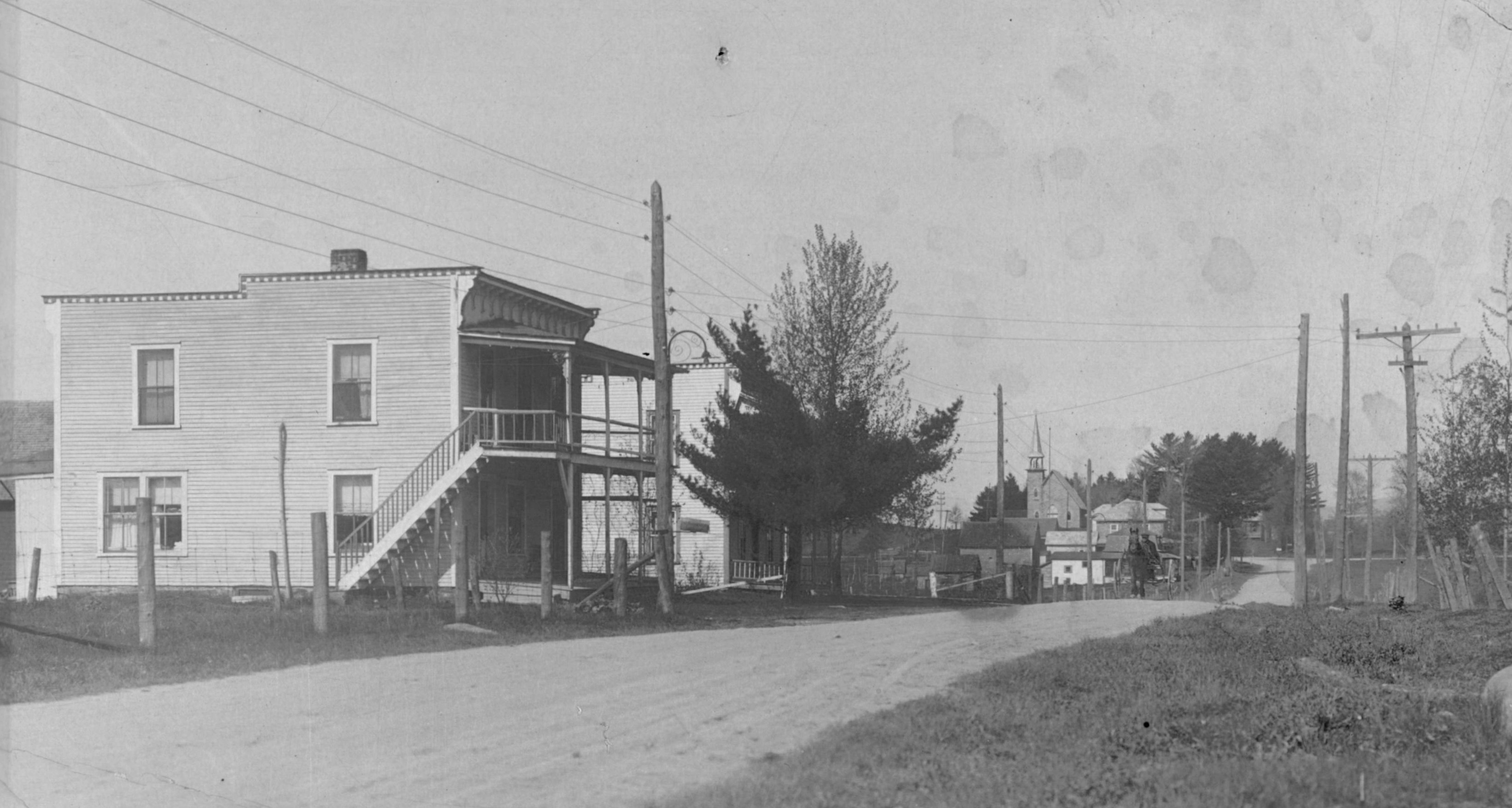
Vue du village vers 1920, près de la gare. En arrière-plan, on distingue l'église anglicane sur un promontoire.

Une municipalité de village est constituée par détachement du canton de Brome en 1917. La municipalité est fusionnée de nouveau au canton de Brome ainsi qu'à Knowlton en 1971 pour former la ville de Lac-Brome.
Le service ferroviaire entre Foster et Sutton est abandonné par le Canadien Pacifique en 1977. La gare est fermée en 1980, puis déménagée en 1995 sur le chemin Lakeside, près de Bromere. L'édifice sert dorénavant de bureau d'accueil touristique.